# 菊池重作
菊池 重作（きくち じゅうさく、1897年（明治30年）7月14日 - 1980年（昭和55年）12月9日）は、日本の社会運動家、実業家、政治家。衆議院議員。

## 経歴
群馬県佐波郡茂呂村（現伊勢崎市）で生まれる。織物製造業、養蚕販売業を営む。
1923年、群馬共産党事件を契機に社会運動に加わり、日本労農党に加入し小作争議の指導を行う。全国農民組合茨城県連合会書記長、同会長、日本農民組合茨城県連合会執行委員長、社会大衆党茨城県連合会書記長などを務め、1936年、水海道町会議員となるが、1938年、人民戦線事件で検挙され、懲役3年・執行猶予5年の判決を受けた。
戦後、日本社会党に入党し、1947年4月の総選挙に茨城県第三区から出馬して当選し、衆議院議員を一期務める。この間日本社会党茨城県連合会副委員長、同県連顧問などを歴任した。
衆院議員を退いた後は一時期日本共産党に加わり1950年の参院選に茨城県選挙区から出馬するも最下位で落選、実業家に専念し日本アビリアチーズ社長・菊池織物工業社長を務めた。1980年12月、脳出血により自宅で死去した。

## 著作
- 『茨城農民運動史』風濤社、1973年。
- 『茨城県農民運動史』〈ふるさと文庫〉筑波書林、1980年。